# Osmolyt
Als Osmolyte (engl. osmolytes) werden Substanzen bezeichnet, die den osmotischen Zustand eines Systems beeinflussen, also osmotisch aktiv sind. Dazu gehören Ionen, Proteine und andere lösliche Substanzen.
Enger gefasst werden in der Zellbiologie unter Osmolyten solche Stoffe verstanden, die von einer Zelle, die sich in einem hypertonischen Milieu befindet, gebildet oder importiert werden, um den osmotischen Wert des Cytosols an die Umgebung anzugleichen. Eine solche Reaktion dient dem Schutz der Zelle vor den Auswirkungen des osmotischen Stresses (Osmotischer Druck, Volumenveränderungen). Wirkt sich die Anwesenheit osmolytischer Substanzen (im Gegensatz zu Elektrolyten) nicht auf den Zellstoffwechsel und die Funktion der Zellproteine aus, so werden jene auch als kompatible Solute bezeichnet.
Die unterschiedlichen Mechanismen, die zu einer Anreicherung von Osmolyten in der Zelle führen, (Synthesesteigerung, verzögerter Abbau oder Import in die Zelle) werden unter dem Oberbegriff Osmolytstrategien beschrieben.